# Drybridge House
Drybridge House er et stort hus fra det 17. århundrede i Monmouth, Wales. Huset er rangeret som en Grade II*-bygning på den britiske bygningsfredningsliste. Drybridge House ligger i den sydvestlige del af Monmouth, nær ved den "tørre bro" over en lille bæk, der nu er overdækket af en nærliggende rundkørsel. Huset er en af de 24 bygningsværker, der indgår i Monmouth Heritage Trail, og administreres nu af Bridges Community Centre.

## Historie og arkitektur
Det første hus, der fandtes på grunden, var bygget til John Roberts på et tidspunkt før 1558 og var formodentlig et stort stuehus til en gård med en sort-hvid gavl. Det nuværende hus blev opført i 1671 af William Roberts af Monmouth, mens han fungerede som bestyrer og kassemester ved opførelsen af Windsor Castle. Dele af den omgivende grund med udhuse blev solgt fra i 1840. En efterkommer af William Roberts, Charles Henry Crompton-Roberts, sørgede for, at huset blev restaureret og udvidet, og han tilføjede en ny sydfløj i 1867. Crompton-Roberts var High Sheriff i Monmouthshire i 1877 og blev senere parlamentsmedlem, valgt i Sandwich, Kent.
Drybridge House var i fire hundrede år i familien Roberts/Crompton-Roberts' eje, og denne familie var meget aktiv i sin støtte til befolkningen og organisationer i Monmouth. Huset har en spisestue med stukloft, træskærerarbejder og specialudførte grisaillerundeller med motiver fra Arthur-legenderne i vinduesfagene. Vindfanget fra 1867 dækker over et skilt med årstallet under frontispicen. Det nuværende hus' strålende indretning indeholder elementer fra William Roberts' bygning som den sømbeslåede dør i teværelset, dele af egepanelerne og trapperne og noget af det udhuggede ildsted og Delft-fliserne omkring det. Man kan se portrætter af Charles Crompton-Roberts og hans hustru Mary i galleriet.
Charles Crompton-Roberts var interesseret i havekunst og i sport, og han tegnede en parkagtig have med en fin samling af træer samt en cricketbane, hvorpå den legendariske W.G. Grace og hans bror spillede en kamp på et udvalgt hold mod et hold fra Monmouthshire. Banen findes ikke mere, men mange af træerne har overlevet. Familien tilføjede også en række relieffer på husets yderside, herunder portrætter af deres tre ældste børn, Henry Roger, Violet Mary og Charles Montagu. På den tid kom komponisten Edward Elgar jævnligt i huset, når han dirigerede og komponerede for lokale musikorganisationer samt gav klaver- og violinundervisning. En af hans elever, Alice Roberts, en kusine til familien, blev senere gift med Elgar.
Drybridge House kom senere til at tilhøre Richard Crompton Roberts, som blev dræbt i militærtjeneste under tilbagetrækningen fra Dunkerque i 1940, hvorpå huset overgik til hans søster Mary. Efter sit giftermål med John Callender solgte hun huset til Monmouthshire County med den klausul, at det skulle bruges til glæde for lokalbefolkningen. Det blev derpå i første omgang anvendt som alderdomshjem, og i den forbindelse blev der lavet en udbygning i 1951. Alderdomshjemmet blev imidlertid ret pludseligt nedlagt i 1989, og efter en kort periode som midlertidig politistation stod huset tomt og forfaldt, trods dets status som Grade II*-bygning samt lokale protester over udviklingen. I 1998 overtog Bridges velgørenhedsorganisationen, som på det tidspunkt residerede i en anden bygning i byen, Drybridge House for at gøre det til et kulturcenter, og man begyndte at samle penge ind til denne forvandling. Med midler fra forskellige donatorer som Cadw og Heritage Lottery Fond blev det muligt at renovere huset, hvilket i stort omfang blev gennemført ved lokal, frivillig arbejdskraft. Efter dette arbejde blev alle rum åbnet for offentligheden i 2003.

## Nuværende anvendelse
Drybridge House kendes nu også som Bridges Community Centre og er det eneste sted i Monmouth, der (ud over kirkerne) har tilladelse til at afholde bryllupper. Derudover fungerer huset som mødested for en række af byens organisationer, og der er aktivitetscenter for ældre mennesker, daginstitution, fitness-aktiviteter samt udøvere af alternative terapi. 